# فرانک گریر
فرانک گریر (انگلیسی: Frank Greer؛ ۲۶ فوریه ۱۸۷۹ – ۷ مهٔ ۱۹۴۳) قایقران روئینگ اهل ایالات متحده آمریکا بود.
وی در مسابقات کشوری و بین‌المللی در مجموع برندهٔ ۱ مدال طلا شده‌است.